# Cepphus grylle
Cepphus grylle là một loài chim trong họ Alcidae.
Đây là loài bản địa ở khắp các bờ biển phía bắc Đại Tây Dương và các bờ biển phía đông Bắc Mỹ. Loài này cư trú ở phần lớn phạm vi phân bố, nhưng những quần thể lớn từ vùng cao bắc cực di cư xuống phía nam vào mùa đông. Loài chim này có thể được nhìn thấy trong và xung quanh môi trường sinh sản của nó là các bờ đá, vách đá và các hòn đảo theo từng nhóm đơn lẻ hoặc từng nhóm nhỏ từng cặp. Chúng kiếm ăn chủ yếu bằng cách lặn xuống đáy biển ăn cá, động vật giáp xác hoặc động vật không xương sống ở đáy khác. 

## Hình ảnh

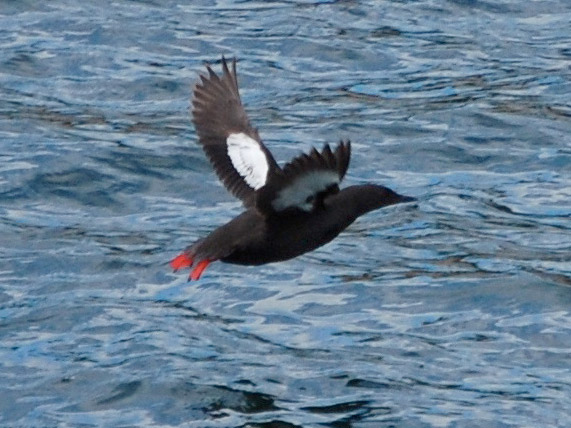
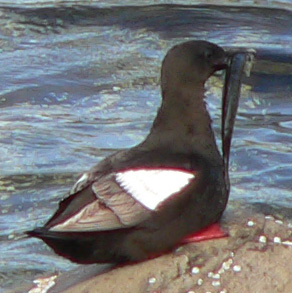
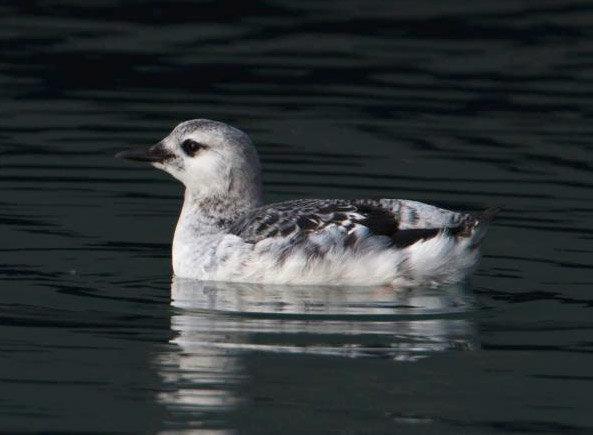
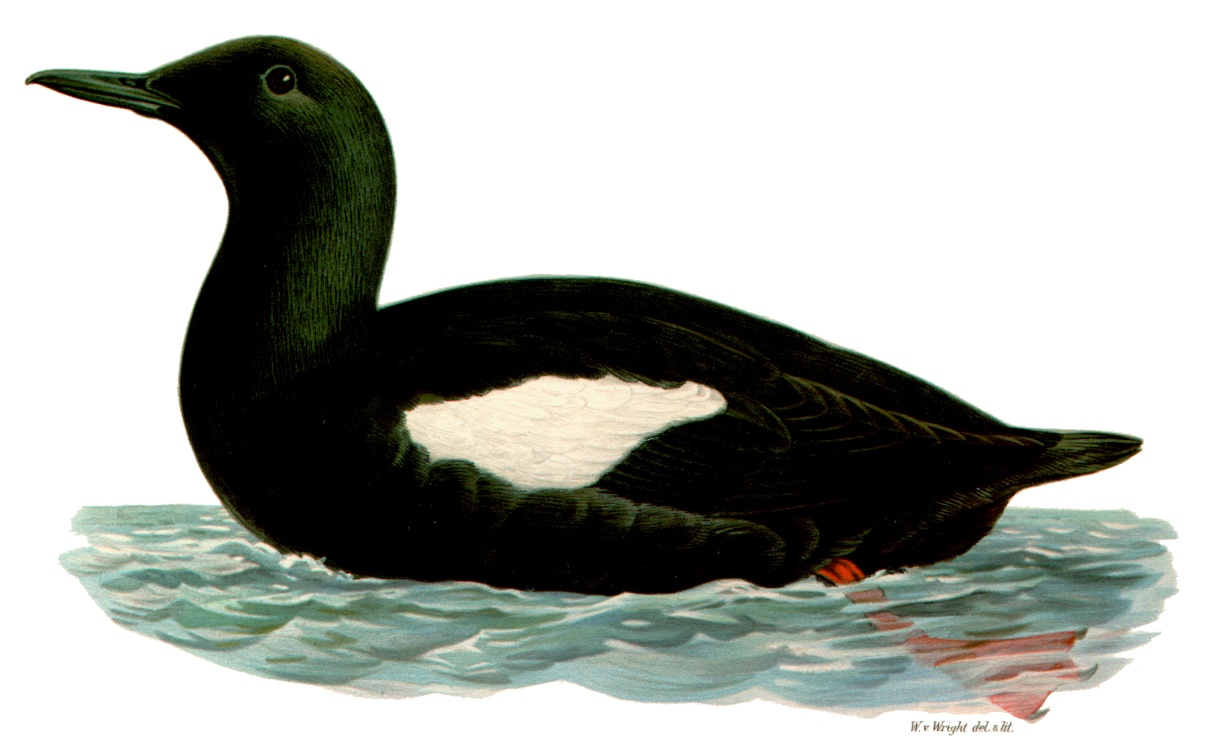
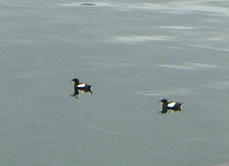
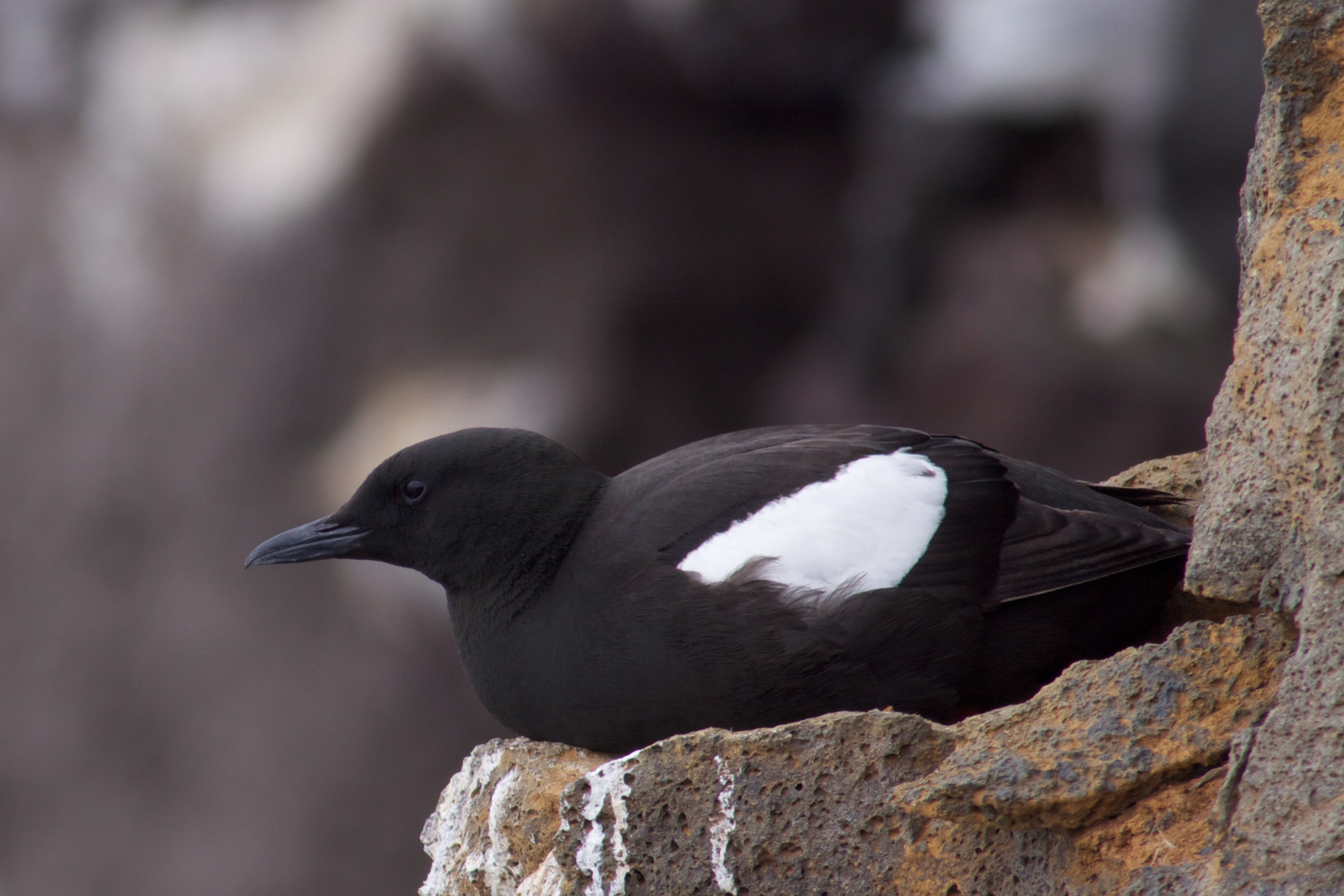
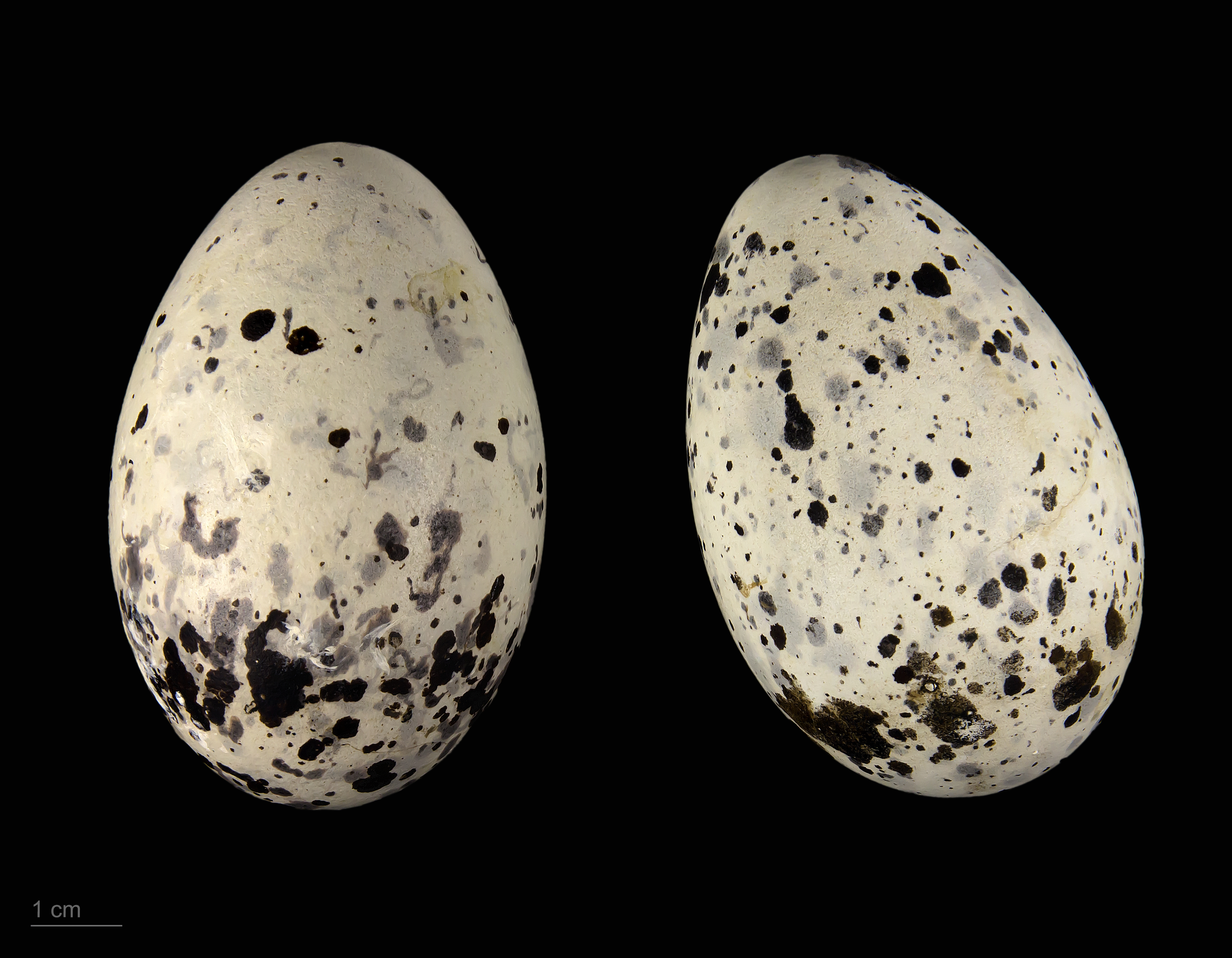
Museum specimen